# Nicolás Tanco
Carlos Nicolás Tanco Armero (Bogotá, 24 de enero de 1830-Lima, 11 de noviembre de 1890) fue un hacendado, cronista, escritor, explorador y diplomático colombiano, miembro fundador del Partido Conservador Colombiano.
Educado en París y Nueva York, y de una familia aristocrática de la capital colombiana (su padre y hermano mayor eran cercanos a Simón Bolívar), fue activista en contra de las medidas liberales del presidente José Hilario López, quien ordenó su encarcelamiento por tres meses, en 1850. Luego de su liberación, Tanco huyó de Colombia para emprender empresa en el exterior.
Se ganó el apodo cariñoso de Tanco-Chino, juego de palabras entre su apellido y su apariencia desaliñada, además de que fue el primer ciudadano colombiano en pisar China y otras regiones de Asia, a mediados del siglo XIX. Se convirtió en el primer estudioso colombiano de la cultura asiática, que para ese momento era exótica y desconocida, lo que le granjeó una inmensa popularidad en su círculo aristocrático.
Fue clave en el establecimiento de relaciones comerciales en China en representación de varios países americanos, además de que expuso sus hallazgos en ferias de gran afluencia, y documentó sus experiencias en varios libros de fama moderada. A pesar de todo ello, en China es visto como un tratante de personas, porque financió la emigración de ciudadanos chinos para trabajar en América. Sus últimos días los pasó como embajador en Lima, donde falleció.

## Obras
- Viaje de Nueva Granada a China y de China a Francia (1861)
- Recuerdos de mis últimos viajesː Japón (1888).